# فرانسيس غرير
فرانسيس غرير (بالإنجليزية: Frances Greer)‏ هي مغنية ومغنية أوبرا أمريكية، ولدت في 12 يناير 1917، وتوفيت في 28 يونيو 2005.

## وصلات خارجية
- فرانسيس غرير على موقع ميوزك برينز (الإنجليزية)
- فرانسيس غرير على موقع ديسكوغز (الإنجليزية)